# Moneenroe
Moneenroe (irisch An Móinín Rua, deutsch: kleines rotes Moor) ist ein Dorf und ein Townland im County Kilkenny im mittleren Süden der Republik Irland und hat 739 Einwohnern nach der Volkszählung 2022. 

## Der Ort
Moneenroe liegt etwa vier Kilometer nordöstlich von Castlecomer und 25 Kilometer nordnordöstlich von Kilkenny. Die Nationalstraße N78 führt von hier weiter nach Athy.

## Sehenswürdigkeiten
- katholische Herz-Jesu-Kirche (Church of the Sacred Heart) von 1928
- anglikanische Kirche Moneenroe Parish Hall (vormals Collier Church)

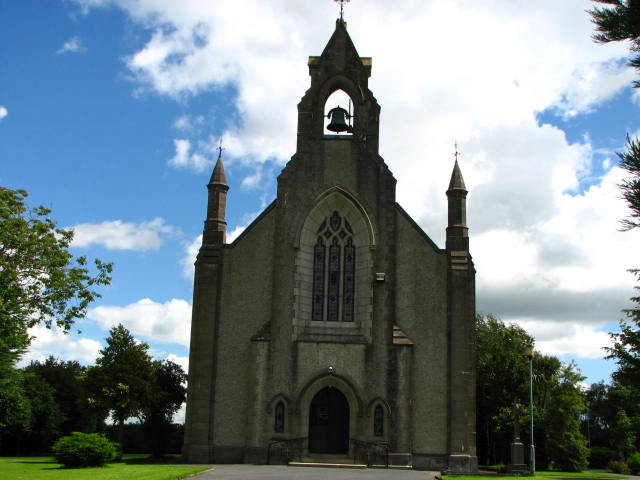
Herz-Jesu-Kirche
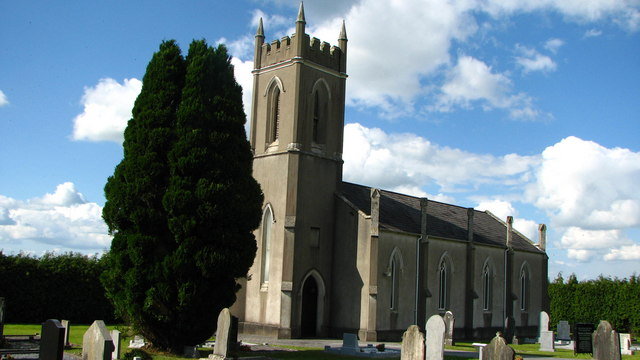
Collier Church